# Pyli (kommun i Grekland)
Pyli är en kommun i Grekland.   Den ligger i prefekturen Trikala och regionen Thessalien, i den centrala delen av landet, 240 km nordväst om huvudstaden Aten. Antalet invånare är 15 886.